# Türelmi adó
A türelmi adó (latinul: taxa tolerantialis; régiesen, kollokviálisan: zsidóadó) a magyarországi zsidókra egyetemlegesen kivetett adó volt, amelyet Mária Terézia vezetett be, 1749-ben.

## Története
Eredetileg rendkívüli hadisegély (subsidium) jellege volt, amellyel a török háborúkban támogatták a magyar zsidók a királyukat. Mária Terézia az örökösödési háború idején a zsidók köteles adójának tekintette a hadisegélyt, 1743-ban minden zsidó család hat forintot, 1746-ban már minden zsidó személy, nemre és korra való tekintet nélkül két forintot volt köteles a királyi kincstárba beszolgáltatni, ellenesetben kiutasították az országból. A zsidók „királynő pénzének” (Malke-Geld) nevezték ezt az adót, míg az udvar teljesen önkényesen, az országgyűlés hozzájárulása nélkül türelmi adónak (taxa tolerantialis) nevezte, melyet 1749-ben 20 ezer forintban állapított meg és az egész hazai zsidóságot egyetemlegesen tette érte felelőssé. A zsidók összessége tartozott beszolgáltatni a kivetett adót, melynek egymásközti beosztása az ő belügyük volt.
Az adó behajtásánál a királyi adóhivatalok segédkeztek, mert a vármegyék megtagadták közreműködésüket a törvénytelen adó beszedésében. Az udvar pedig fokozatosan felemelte az adót; 1755-ben 25 ezer, 1760-ban 30 ezer, 1772-ben 50 ezer, 1778-ban 80 ezer és 1813-ban 160 ezer forintra, de a megyei hatóságok ellenállása folytán 1828-tól egy fillér sem folyt be.
A zsidóság 1842-ben petícióban kérte V. Ferdinánd királytól a már nevénél fogva is megalázó és nagyságánál fogva súlyos külön zsidóadó eltörlését. A király kész is volt azt eltörölni, ha a zsidók megfizetik az 1828-tól be nem folyt két és fél millió forintra növekedett hátralékot. A zsidók képtelenek voltak ilyen nagy összeg megfizetésére, ezért az udvar József nádor közbenjárására megelégedett az általuk felajánlott 1 millió 200 ezer forintnyi megváltási összeggel.
E megegyezés alapján a király 1846-ban végleg eltörölte a türelmi adót és a zsidók kötelezték magukat a megváltási összegnek öt év alatti törlesztésére. Az egyes hitközségekre eső törlesztési részletek pontos behajtására a maguk köréből kezelőbizottságot választottak a zsidók, míg a királyi kincstárral szemben a pesti hitközség vállalt felelősséget. 1848-ban az első magyar felelős minisztérium felfüggesztette a részletek fizetését, de a szabadságharc leverése után a császári hadsereg behajtotta a teljes hátralékot.